# Titan (album)
Titan je deveti studijski album grčkog simfonijskog death metal-sastava Septicflesh. Diskografska kuća Season of Mist objavila ga je 20. lipnja 2014. Posljednji je album s bubnjarem Fotisom Benardom.

## Popis pjesama
Tekstovi: Sotiris Anunnaki V, glazba: Septicflesh.
| 1.    | »War in Heaven«                  | 5:42 |
| 2.    | »Burn«                           | 3:17 |
| 3.    | »Order of Dracul«                | 3:33 |
| 4.    | »Prototype«                      | 5:36 |
| 5.    | »Dogma«                          | 4:04 |
| 6.    | »Prometheus«                     | 6:35 |
| 7.    | »Titan«                          | 3:53 |
| 8.    | »Confessions of a Serial Killer« | 4:51 |
| 9.    | »Ground Zero«                    | 3:55 |
| 10.   | »The First Immortal«             | 3:58 |
| 45:24 |                                  |      |

## Zasluge
| Septicflesh - Seth Siro Anton – vokali, bas-gitara, ilustracije - Christos Antoniou – gitara, orkestracija - Sotiris Anunnaki V – čisti vokali, gitara - Fotis Benardo – bubnjevi, udaraljke, tonska obrada Dodatni glazbenici - Praški filharmonijski orkestar – orkestar - Praški dječji zbor – zborski vokali - Babis Alexandropoulos – zborski vokali - Eleni Konstantaki – zborski vokali - Lydia Zervanou – zborski vokali - Lito Messini – zborski vokali - Maria Vlachopoulou – zborski vokali - Fotini Athanasaki – zborski vokali - Antonia Tzitzika – zborski vokali - Kostas Zampounis – zborski vokali - Panagiotis Priftis – zborski vokali - Thodoris Aivaliotis – zborski vokali - Giannis Stamatakis – zborski vokali - Vasilis Asimakopoulos – zborski vokali |  | Ostalo osoblje - Logan Mader – produkcija, miksanje, masteriranje - Gerard Marino – prvotno miksanje (orkestralnih aranžmana) - Steve Venardo – snimanje (bubnjeva) - Jan Holzner – tonska obrada (orkestra) - Corn Studio – logotip - Marios Theologis – fotografija - Jon Simvonis – fotografija |